# 会津中川站
會津中川站（日语：／ Aizu-nakagawa eki */?）是一位於福島縣大沼郡金山町，隸屬於東日本旅客鐵道（JR東日本）只見線的一個鐵路車站，屬無人站。

## 車站結構

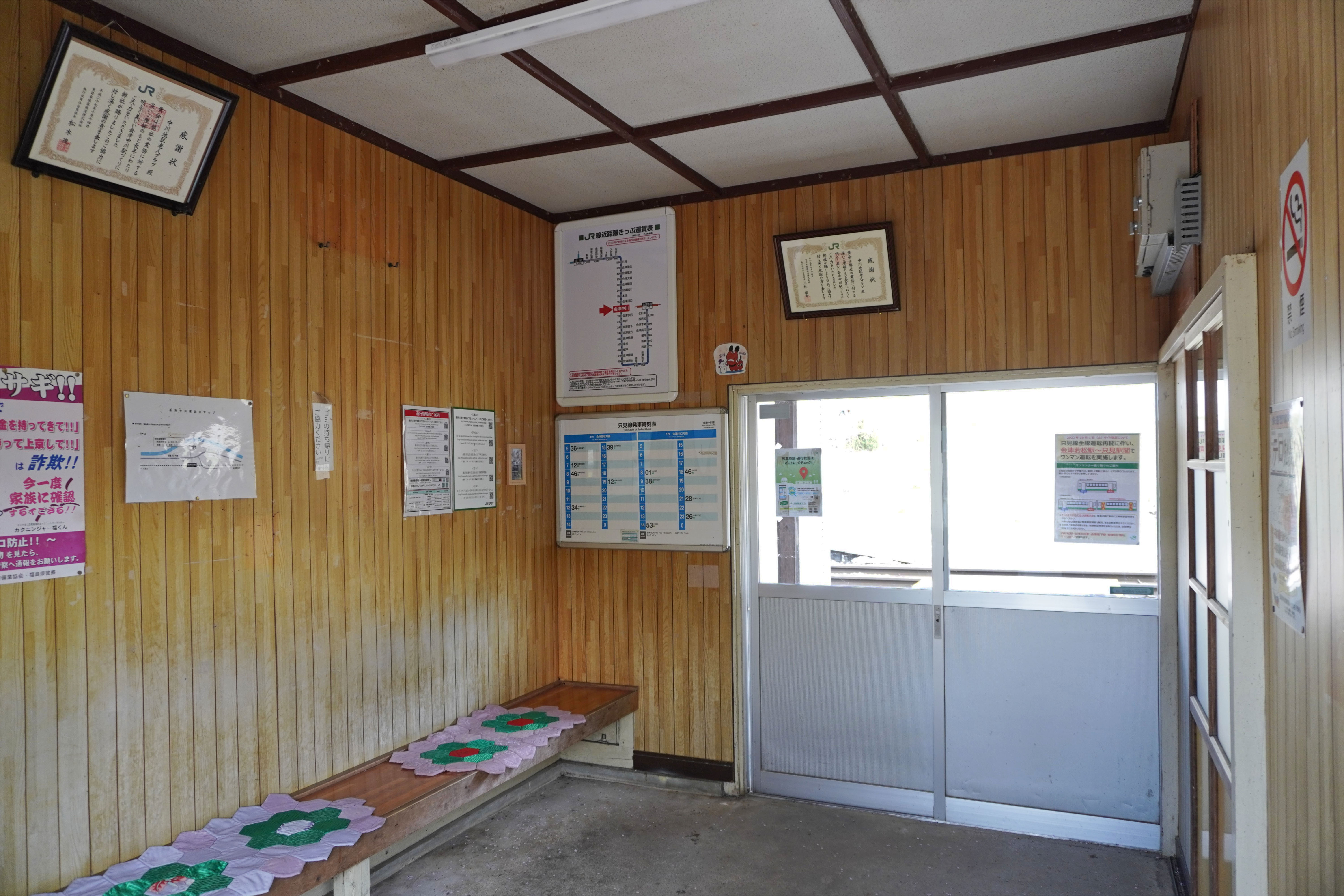
候車室內（2023年4月）

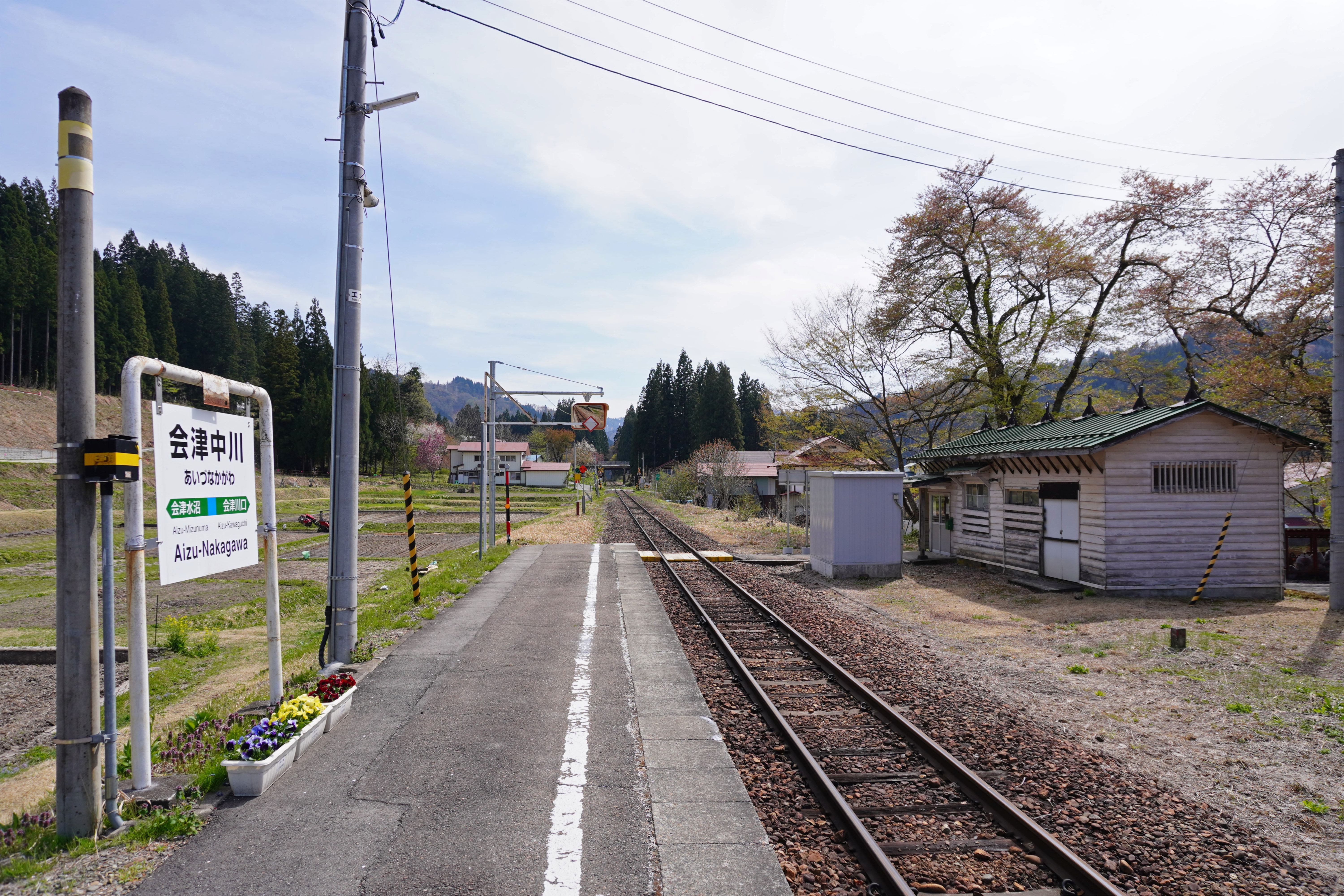
月台（2023年4月）

側式月台1面1線的地面車站。

## 歷史
- 1956年9月20日：開業。
- 1982年8月1日：貨物提取服務中止。
- 1984年2月1日：手提行李提取服務中止。
- 1987年4月1日：日本國鐵分割民營化，車站經營權由JR東日本繼承。
- 2011年

- 7月30日：受新潟、福島豪雨影響，暫停行駛。
- 8月26日：會津宮下站～本站～會津大鹽站間改以替代巴士行走。
- 11月1日：替代巴士延長至只見站。
- 12月3日：會津宮下站～會津川口站復運，列車可駛至會津若松站。。

- 2012年9月23日：往會津坂下站方向的路軌改用特殊自動閉塞化。

## 相鄰車站
東日本旅客鐵道
■只見線
會津水沼－會津中川－會津川口